# أركان مبيض
أركان مبيض (28 مارس 1983 باللاذقية في سوريا - ) هو لاعب كرة قدم سوري في مركز الدفاع. لعب مع نادي اليرموك ونادي حطين.